# Pannes (Meurthe-et-Moselle)
Pannes település Franciaországban, Meurthe-et-Moselle megyében. Lakosainak száma 175 fő (2022. január 1.). Pannes Bouillonville, Essey-et-Maizerais, Euvezin, Beney-en-Woëvre, Lahayville, Nonsard-Lamarche és Richecourt községekkel határos.

## Népesség
A település népességének változása:
| Lakosok száma | 166  | 130  | 146  | 171  | 168  | 166  | 177  | 182  | 179  | 175  |
|               | 1968 | 1982 | 1999 | 2006 | 2013 | 2015 | 2017 | 2018 | 2020 | 2022 |